# Maria Rosa (pel·lícula de 1965)
Maria Rosa és una pel·lícula espanyola del 1965 dirigida i produïda per Armand Moreno Gómez, amb un guió basat en l'obra de teatre homònima d'Àngel Guimerà i protagonitzada per Francisco Rabal i Núria Espert, esposa d'Armand Moreno i també productora. Ha estat doblada al català.

## Sinopsi
Marçal està profundament enamorat de Maria Rosa, però aquesta està casada amb el seu amic Andreu. Per tal d'aconseguir-la assassina un prestamista odiat per tot el poble i fa que totes les sospites recaiguin en Andreu. Andreu és condemnat i empresonat, i morirà poc després a la presó. Aleshores Marçal esdevé el protector de Maria Rosa, on espera fins a tenir el camí totalment lliure per poder casar-se amb ella. Ella d'antuvi es resisteix, però quan finalment accepta, un amic li diu la veritat del que ha passat.

## Repartiment
- Núria Espert - Maria Rosa
- Francisco Rabal - Marçal
- Assumpció Balaguer - Càndida
- Carlos Otero -Anselm
- Antonio Canal - Andreu
- Luis Dávila - Salvador
- Antonio Vico -Chepa

## Producció i recepció
Fou produïda per Memsa (Moreno-Espert-Moreno S.A), una productora creada expressament per Armand Moreno i Núria Espert per tal de posar a prova la censura. Malgrat que l'acció esdevé a un poble mariner, fou rodada a Oropesa (província de Toledo), Colmenar Viejo (Comunitat de Madrid) i als Estudios Sevilla de Madrid. Fou estrenada en català a Barcelona el 9 de desembre de 1965 i en castellà a Madrid el 31 d'octubre de 1966.

## Premis
Als Premis del Sindicat Nacional de l'Espectacle de 1964 va rebre el quart premi, guardonat amb 100.000 pessetes.